# Jan Bednarczyk (naukowiec)
Jan Leszek Bednarczyk (ur. 20 kwietnia 1950 w Bukowej) – polski ekonomista specjalizujący się w polityce finansowej i bankowości, nauczyciel akademicki, w latach 1996–2002 prorektor Politechniki Radomskiej im. Kazimierza Pułaskiego.

## Życiorys
W 1973 ukończył studia na Wydziale Nauk Ekonomicznych Uniwersytetu Warszawskiego. Doktoryzował się tamże w 1979 na podstawie rozprawy zatytułowanej Współczesne problemy brytyjskiego systemu pieniężno-kredytowego w świetle dyskusji nad teorią pieniądza. Stopień naukowy doktora habilitowanego uzyskał na UW w 1990 w oparciu o pracę pt. Polityka pieniężna przeciw inflacji. Studium gospodarki kapitalistycznej. Specjalizuje się w polityce finansowej i bankowości.
W 1978 został zatrudniony w Wyższej Szkole Inżynierskiej w Radomiu, przekształconej następnie w Politechnikę Radomską i Uniwersytet Technologiczno-Humanistyczny im. Kazimierza Pułaskiego. W 1992 objął stanowisko profesora nadzwyczajnego i został kierownikiem Katedry Bankowości, przekształconej w 2003 w Katedrę Polityki Ekonomicznej i Bankowości. W latach 1996–2002 był prorektorem Politechniki Radomskiej im. Kazimierza Pułaskiego ds. rozwoju kadry i współpracy z zagranicą. W 2012 wybrany na dziekana Wydziału Nauk Ekonomicznych, który w kwietniu 2016 zmienił nazwę na Wydział Nauk Ekonomicznych i Prawnych. W 2016 uzyskał reelekcję na kadencję 2016–2020. W 1998 objął ponadto stanowisko profesora nadzwyczajnego na Politechnice Świętokrzyskiej (związany z Katedrą Ekonomii i Finansów).
W latach 1990–1998 pracował w Banku Energetyki. W latach 1998–1999 był przewodniczącym rady nadzorczej spółki ZEORK w Skarżysku-Kamiennej.
W 2001 odznaczony Złotym Krzyżem Zasługi. Otrzymał również Medal Komisji Edukacji Narodowej.